# Temple de Kali à Kalat
Le temple de Kali à Kalat (en brahoui/ourdou : کالی مندر قلات ; translittération : Kali Mandir) est un temple hindou situé à Kalat, dans la province du Baloutchistan, au Pakistan. Il est dédié à la déesse hindoue Kali.

## Histoire
La ville de Kalat compte 2 % d'Hindous. Plusieurs marchands hindkowans (en) hindous se sont installés dans la ville,.
Le temple se trouve en bas de la citadelle de l'État princier de Kalat. Il date de l'époque pré-islamique en Asie du Sud.

« [Le temple] était autrefois connu sous les noms de Kalat-i-Seva (du nom d'un roi légendaire hindou) et Kalat-i Nicari, qui le relie à la tribu baloutche brahouiophone des Nicari, généralement considérée comme la branche la plus ancienne des Brahouis indigènes. »

La ville de Kalat aurait été nommée Qalat-e Sewa (« la forteresse de Sewa »), d'après Sewa, un héros légendaire baloutche local.